# Heinrichshagen (Angermünde)

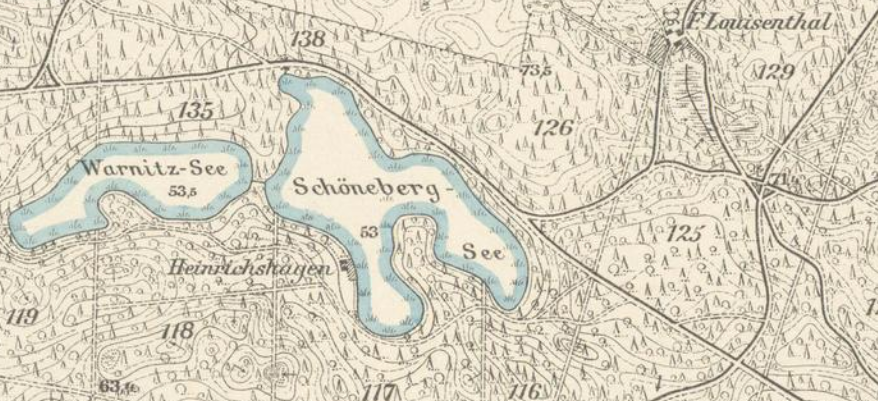
Der abgegangene Wohnplatz Heinrichshagen mit Warnitzsee und Schönebergsee auf dem Messtischblatt Nr. 2949 Greiffenberg von 1890

Heinrichshagen war ein Wohnplatz in der Gemeinde Neuhaus, die 1957 nach Steinhöfel eingemeindet wurde. Steinhöfel ist heute ein Ortsteil der Stadt Angermünde im Landkreis Uckermark (Brandenburg). Der Wohnplatz entstand vor 1890 als Sägemühle, war später Fischergehöft und wurde 1958/59 abgerissen.

## Lage
Der Wohnplatz Heinrichshagen lag 1,7 km südöstlich von Neuhaus, 1,1 km südwestlich von Luisenthal und 2,5 km nördlich von Redernswalde, direkt am Ufer des Schönebergsees. In der Topographischen Karte 1:25.000 Blatt Nr. 2949 Greiffenberg ist der damalige Seespiegel des Schönebergsees mit 53 m ü. NHN angegeben.

## Geschichte
Der Wohnplatz ist vor 1888 als Sägemühlengehöft errichtet worden. Er ist bereits in der Topographischen Karte 1:25.000 Blatt Nr. 2949 Greiffenberg von 1890 verzeichnet. 1896 wurde er offiziell benannt, trug diesen Namen aber bereits 1895 (Aufnahme des Blattes 1888 bzw. der Herausgabe des Blattes 1890, einzelne Nachträge 1895).

„Dem im Kreise Angermünde, etwa 4 1/2 km südwestlich vom Dorfe Steinhöfel entfernt, am Schönbergsee in der Gräflich von Redern'schen Görlsdorfer Forst belegenen, zum Gutsbezirke Görlsdorf gehörenden, früheren Sägemühlen-, jetzigen Fischereigehöft, welches im Volksmunde unter dem Namen Sternmühle bekannt ist, habe ich die Bezeichnung Heinrichshagen beigelegt. Potsdam, den 23. April 1896 Der Regierungs-Präsident.“

Nach dieser Notiz war der Wohnplatz ursprünglich eine Sägemühle. In einer späteren (?älteren) Ausgabe der Topographischen Karte 1:25.000 Blatt 2949 Greiffenberg ist anstelle des Namens Heinrichshagen eine Dampfsäge vermerkt. Nach Meyers Orts- und Verkehrs-Lexikon des Deutschen Reichs von 1912 hatte der Wohnplatz 23 Einwohner. 1927 war der Wohnplatz immer noch Fischerhaus.
1928 wurde aus dem Gutsbezirk Neuhaus die Gemeinde Neuhaus gebildet. Die neue Gemeinde erhielt auch den westlichen Teil des Gutsbezirks Görlsdorf mit dem Wohnplatz Heinrichshagen. 1931 und 1950 war Heinrichshagen Wohnplatz von Neuhaus. Neuhaus wurde zum 1. Januar 1957 nach Steinhöfel eingemeindet. Er war danach für kurze Zeit noch Wohnplatz von Steinhöfel. Heinrichshagen war noch bis 1956 bewohnt und wurde 1958/59 abgerissen.